# 阿諾特 (密西西比州)
阿諾特（英語：Arnot）是一座位於美國密西西比州亞當斯縣的鬼鎮。坐落於密西西比河岸，一座郵政局于1886至1921年在此地區運作。
1900年，阿諾特共51人口。周圍是一座被稱爲傑克遜角的半島，南臨阿諾特油田。